# Trzemżal (gromada)
Trzemżal – dawna gromada, czyli najmniejsza jednostka podziału terytorialnego Polskiej Rzeczypospolitej Ludowej w latach 1954–1972.
Gromady, z gromadzkimi radami narodowymi (GRN) jako organami władzy najniższego stopnia na wsi, funkcjonowały od reformy reorganizującej administrację wiejską przeprowadzonej jesienią 1954 do momentu ich zniesienia z dniem 1 stycznia 1973, tym samym wypierając organizację gminną w latach 1954–1972.
Gromadę Trzemżal z siedzibą GRN w Trzemżalu utworzono – jako jedną z 8759 gromad na obszarze Polski – w powiecie mogileńskim w woj. bydgoskim, na mocy uchwały nr 24/9 WRN w Bydgoszczy z dnia 5 października 1954. W skład jednostki weszły obszary dotychczasowych gromad Jerzykowo, Miława, Ostrowite, Popielewo, Słowikowo i Trzemżal ze zniesionej gminy Trzemeszno oraz obszary dotychczasowych gromad Kamieniec i Szydłowo ze zniesionej gminy Gębice w tymże powiecie. Dla gromady ustalono 21 członków gromadzkiej rady narodowej.
Gromadę zniesiono 1 stycznia 1972, a jej obszar włączono do gromad Trzemeszno (sołectwa Kamieniec, Miława, Ostrowite, Popielewo, Szydłowo i Trzemżal) i Orchowo (sołectwo Słowikowo) w tymże powiecie.